# Banyat Bantadtan
Banyat Bantadtan (en thaï : บัญญัติ บรรทัดฐาน ; RTGS : Banyat Banthatthan) est un homme politique thaïlandais né le 15 mai 1942 à Surat Thani.

## Biographie
Membre du Parti démocrate, il en est le chef de 2003 à 2005. Il est membre de la Chambre des représentants depuis 1975, d'abord pour la 1re circonscription de Surat Thani qu'il occupe pendant 25 ans, puis il est ensuite élu sur liste proportionnel depuis 2001. Il est nommé par le roi chef de l'opposition parlementaire en 2003, fonction qu'il occupe jusqu'en 2005.
En 1983, il est nommé ministre auprès du Cabinet du Premier ministre dans le deuxième gouvernement de Prem Tinsulanonda, puis devient ministre des Sciences, de la Technologie et de l'Énergie dans son troisième gouvernement, fonction qu'il occupe jusqu'en 1989. En 1992, il est vice-Premier ministre dans le premier gouvernement de Chuan Likphai, et est reconduit dans ses fonctions en 2000, dans son second gouvernement, avec la fonction supplémentaire de ministre de l'Intérieur.